# إنزو روبوتي
إنزو روبوتي (بالإيطالية: Enzo Robotti)‏ (مواليد 13 يونيو 1935) هو لاعب كرة قدم. يلعب مع منتخب إيطاليا لكرة القدم. سبق له أن لعب في كأس العالم لكرة القدم مع منتخب بلاده.

## روابط خارجية
- إنزو روبوتي على موقع الاتحاد الدولي (مؤرشف)  (الإنجليزية)
- إنزو روبوتي على موقع قاعدة بيانات كرة القدم.إي يو (الإنجليزية)
- إنزو روبوتي على موقع ناشيونال فوتبول تيمز (الإنجليزية)
- إنزو روبوتي على موقع عالم كرة القدم.نت (الإنجليزية)